# Stemness
Stemness este termenul consacrat din biologia anglo-americană, care insumează toate caracteristicile celulelor stem, adică acele proprietăți specifice, prin care celulele stem se deosebesc de restul celulelor din organism. Celulele stem din ziua de asăzi au preluat toate calitațile celulei ancestrale LECA (last eukaryotic common ancestor, engl.) puse la punct cu peste un miliard de ani în urmă. Calitatea de stemness a dus la diferențiere celulară și in final la formarea țesuturilor si a organelor. Urmărind modelul de dezvoltare a unor organisme unicelulare moderne, cum ar fi Entamoeba invadens, avem posibilitatea să înțelegem baza mecanismelor ancestrale ce privesc diferențiere celulară pimitivă.

## Diviziunea asimetrică și "soarta" celulelor fiice
Diviziunea simetrică este diviziunea celulară prin care o celulă eucariotică mamă  (celulă cu nucleu "adevărat")  produce două celule fiice diferite (non- identical daughter cells, engl.),  mai bine zis două celule fiice de comportament diferit. La procariote, celulele evolutionar mai vârstnice (de expl. bacterii, fără nucleu bine conturat) diviziunea asimetrică este incipientă și sporadică, fapt ce se poate observă la sporularea bacteriilor și formarea de endospori. Celulele eukariote au perfecționat diviziunea asimetrică, care a devenit apoi cea mai importantă diviziune celulară, în dezvoltarea organismelor eukariote [1,2]. Cele doua celule fiice au "soartă" (cell fate, engl.) diferită . 
Prin ce se deosebesc cele două celule fiice? Una dintre ele continuă ciclu celular și devine la rândul ei  celulă mama, producând și ea două celule inegale. În literatură anglo-americană această celulă se numește "self-renewing cell", iar reînoirea "self renewal". Cea de a două celulă fiică  intrerupe ciclul celular, se oprește la sfârșitul  fazei G1- timpurie (early G1, engl.) și nu întră în faza G1- târzie (late G1). De aici încolo există două posibilități: unele celule revin în ciclu după o ieșire temporară, și amplifică linia celulară,  altele părăsesc ciclul mitotic definitiv și diferențiază in alte tipuri de celule.  Procesul de diferențiere are loc,  in măsura in care celula este în prealabil programată pentru diferențere (committed, engl.). Celula determinată pentru diferențiere trece prin mai multe stadii intermediare și-și termină "cariera" ca celulă "adultă",  terminal diferențiată. Trecerea de la un fenotip la altul se realizeaza prin aportul unor factori de mediu (stimuli) si procese epigenetice, modelate de sistemul de reglementare al genelor (gene regulatory network, GRN, engl.)

### Celule oprite temporar in faza G0 (celule vegetativ-somatice) nu diferențiază autonom
Starea G0 este o stare temporară,  fiind o stare de pasivitate și repaus. Se consideră că celulele G0 părăsesc ciclul celular pentru o  perioadă de timp nedefinită (ore, zile, luni). Stimuli favorabili din mediu extern reîntorc celulele G0 în ciclul celular. Se pare că reintroducerea are loc în același punct al ciclului, unde celulele au ieșit in prealabil. Odată revenită în ciclu, celula în cauză e determinată pentru mitoză și diviziune. Celulă determinată (commited, engl.) trece printr-un  punct de restricție (RP), care o forțează să termine ciclul celular, trecând prin fazele G1- târzie, S și G2  și terminând ciclul printr-o nouă  diviziune asimetrică. În general, acest comportament îl au celulele vegetativ-somatice. În alte condiții de mediu, celulele vegetativ-somatice renuntă la oprirea temporară în G0, ambele celule fiice comportându-se in acest caz ca celule "self renewing". Diviziunea devine așa dar simetrică.

### Celule fiice ce părăsesc definitiv ciclul mitotic sunt determinate pentru diferențiere (celule "reproductive")
Un alt tip de celule fiice părăsesc la sfârșitul fazei G1-timpurie (early G1) definitiv ciclul mitotic și întră irevocabil intr-un proces de diferențiere celulară. Cu alte cuvinte ele exprimă un  potențial de diferențiere, înscris în genomul lor. La organisme unicelulare cum sunt Entamoebele produsul diferențierii este un chist reproductiv, care în condiții prielnice da naștere la 8 celule fiice (progenie). Celulele precursoare ce produc chistul reproductiv aparțin unei sublinii de celule reproductive (sublinie progenitoare), care duce fiecare a două celulă fiică in diferențiere (diferențiere ciclică). Este un ciclu de  poliploidizare si depoliploidizare prin diviziuni nucleare reductive. Înainte de a ieși din faza G1, această celulă fiică este determinată pentru diferențiere (commited, engl.)

## Potențialul de diferențiere
La eucariote primitive, ca de pildă Entamoeba invadens, mai toate celulele au potențial de diferențiere, indiferent dacă e vorba de celule vegetative - care nu produc chiști in culturi - sau celule reproductive care diferențiază chiști prin diferentiere ciclică. Cu alte cuvinte jumatate din celulele reproductive inchistează in culturi  in mod autonom (fără doar și poate), in timp ce celulele vegetative-somatice exprimă potențialul de diferențiere numai în situații de stres, când sunt expuse unor stimuli externi nocivi, sau metabolic nefavorabili. Diferențiierea se produce numai din faza G1. Celule din faza G2 fac întâi o diviziune simetrica, producând doua celule fiice identice, care diferentiază amândouă. 
Prin ce se deosebesc celulele reproductive, capabile  de diferențiere chistică, față de celulele vegetativ-somatice, ce nu exprimă potențialul de diferențiere, pe care îl țin ascuns? Se bănuește că este vorba de un șalter molecular (molecular switch, engl.) care schimbă soarta celulei (cell fate, engl.), în funcție de faptul dacă este închis sau deschis. Când șalterul este deschis (ON) celulă nu se oprește în stadiul G0, ci trece mai departe în procesul de diferențiere. Când șalterul este închis (OFF), celula rămâne în G0, neputând continuă drumul ei în diferențiere (2). la celulele de reinoire (self-renewing) șalterul e permanent în poziția OFF.

## Geneza celulelor diferențiate si plasticitatea lor
Cele 8 microcelule ce diseminează din chistul reproductiv formează la eucariotele primitive (i) linia  de celule stem, care prolifereză  în culturi prin cicluri asimetrice. Concentrații diferite de oxigen converg linia de celule stem, fie (ii) într-o sublinie reproductivă (5-6% oxigen) capabilă de diferențiere ciclică, fie (iii) într-o sublinie somatic-vegetativă, ce nu diferențiază chisti în cultură (< 5% oxigen). Anaerobioza încetinește ciclul celular al ambelor sublinii și convergă linia reproductivă într-o nouă sublinie vegetativ-somatică. Sublinia vegetativ-somatică îsi poate schimba fenotipul respectiv profilul genotipic în funcție de stimuli extrinsici din micromediu. Aceste schimbări se realizează prin mecanisme epigenetice (gene regulatory networks, GRN, engl.), ce pot modifica o stare celulară in alta. Cele trei linii celulare formează un lineaj celular primitv care întreține ciclul de viața al eucariotelor primitive. Linia de celule stem cuprinde celule nediferențiate, multipotente.

## Lineaje primitiv-atavistice in lumea eucariotelor superioare si cancer
Lineaje primitive - ca cele descrise mai sus - au fost preluate și modificate în mod specific de către  toate organismele pluricelulare (Metazoare, mamifere, om), ceeace poate fi observat în Embriologie. Sistemele de diferențiere sunt controlate de mecanisme GRN relativ stabile, care împiedică de regulă diferențieri și dezvoltări aberante. Și totuși, lineajul primitiv pus la punct cu un miliard de ani în urmă de către organismul ancestral LECA, nu a fost îndepărtat din genom, ci numai transpus într-o stare silențioasă, dormindă. În mod nefericit, el poate fi reactivat în anumite condiții, de către stimuli din interiorul organismului sau dinafara acestuia. Aceasta reactivare pare a se întâmpla în cancer. În ultimii ani, teoria atavistică privind inițierea cancerului [3,4] - pornind de la o celulă umană dereglată mitotic -  câștigă din ce în ce mai mult în importanță. Lineajul atavistic pare a diferenția atât celulele stem canceroase (CSC) cât și sublinii (clone) vegetativ-somatice și reproductive, ce-și schimbă în permanență fenotipul respectiv genotipul, ducând la forme aberante și tumori (vezi modelul Niculescu la capitolul "Celule stem").